# TTC Calw
Der TTC Calw ist ein ehemaliger Tischtennisverein aus Calw in Baden-Württemberg. Die Herrenmannschaft spielte von 1976 bis 1981 in der Bundesliga.

## Entwicklung
Der Verein ging aus der Tischtennisabteilung des TSV Calw hervor. Unter der Vereinsführung von Johannes Koch stieg die Herrenmannschaft ab 1969 sieben Mal in Folge auf und erreichte 1976 die Bundesliga. Grundstein für diese Erfolge waren die kontinuierlichen Verstärkungen durch Neuzugänge, etwa Laszlo Turzo, Derd Soos, Reinhard Sefried, Wolfgang Jäger, Ulrich Dochtermann und Jürgen Spengler. Nach dem Aufstieg 1976 wurden Hermann Hopman (Niederlande), Edvard Vecko, Rolf Jäger und Michael Krumtünger verpflichtet. Prominentester Spieler war der Jugoslawe Dragutin Šurbek (1980–1982).
Der größte Erfolg war die deutsche Vizemeisterschaft 1978 hinter Borussia Düsseldorf.
Folgende Platzierungen wurden erreicht:
- 1976/77: Platz 4
- 1977/78: Platz 2
- 1978/79: Platz 5
- 1979/80: Platz 9
- 1980/81: Platz 10

1977 nannte sich der Verein um in TTC Jägermeister Calw. 1981 löste sich die Bundesligamannschaft auf, da sich der Hauptsponsor zurückzog.